# عملية فاولر

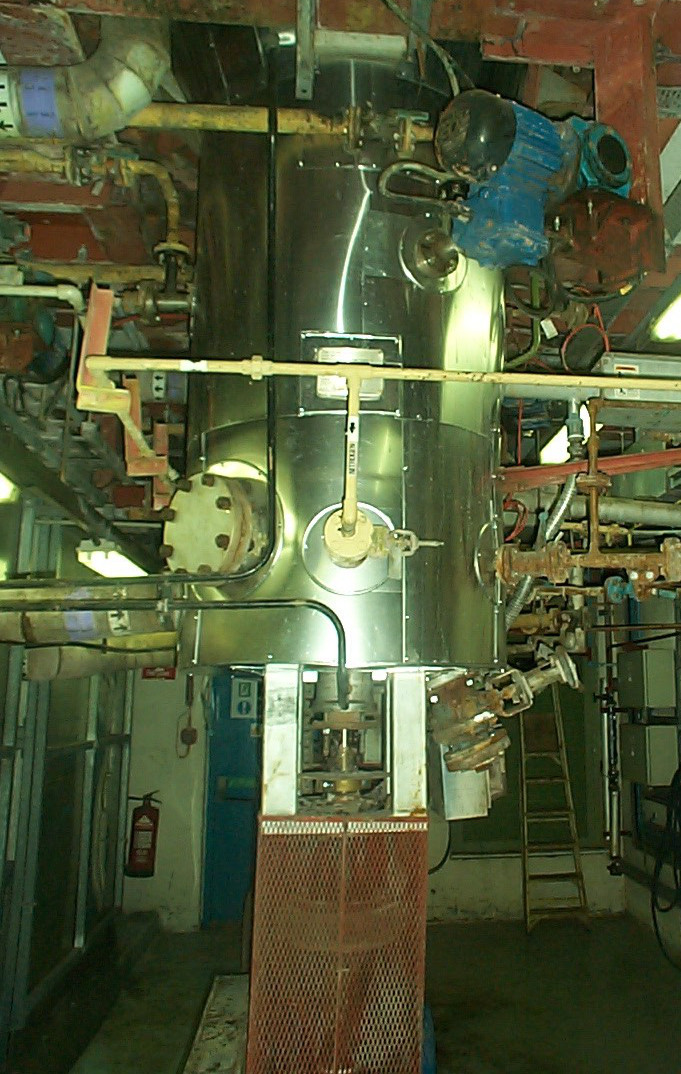
مفاعل فلوريد الكوبالت في شركة F2 Chemicals Ltd.

عملية فاولر (Fowler process) هي عملية كيميائية صناعية للحصول على مركبات فلوروكربون باستخدام فلوريد الكوبالت الثلاثي في الطور الغازي.
طورت هذه الطريقة سنة 1947 من قبل مجموعة بحث العالم فاولر كبديل عن الفلورة المباشرة بغاز الفلور والتي تعد خطيرة بسبب النشاط الكيميائي الكبير للفلور العنصري الحر.

## المبدأ
يعرض مركب الهيدروكربون إلى درجات حرارة مرتفعة بوجود فلوريد الكوبالت الثلاثي الموجود في طبقة مميعة Fluidized bed عند درجات حرارة مرتفعة تصل إلى 300 °س، والذي يختزل إلى فلوريد الكوبالت الثنائي، كما هو موضح في المثال التالي:
{\displaystyle \mathrm {CH_{4}+2\ CoF_{3}\ {\xrightarrow {\Delta T}}\ CH_{3}F+2\ CoF_{2}+HF} }
تتم عملية فاولر في مرحلتين؛ حيث تتضمن الأولى فلورة فلوريد الكوبالت الثنائي (ثنائي الفلوريد) إلى فلوريد الكوبالت الثلاثي (ثلاثي الفلوريد) باستخدام غاز الفلور:
{\displaystyle \mathrm {2\ CoF_{2}+F_{2}\ \rightarrow \ 2\ CoF_{3}} }
ومن ثم في المرحلة الثانية التفاعل مع الهيدروكربون، في هذا المثال الهكسان لتحضير بيرفلورو الهكسان هنا:
{\displaystyle \mathrm {C_{6}H_{14}+28\ CoF_{3}\ \rightarrow \ C_{6}F_{14}+28\ CoF_{2}+14\ HF} }
يتم التفاعل في عملية انتقال إلكتروني وحيد متضمناً تشكيل كاتيون كربوني.

## اقرأ أيضاً
- فلورة كهروكيميائية